# Viburnum ternatum
Viburnum ternatum är en desmeknoppsväxtart som beskrevs av Alfred Rehder. Viburnum ternatum ingår i släktet olvonsläktet, och familjen desmeknoppsväxter. Inga underarter finns listade i Catalogue of Life.